# Миллер (лунный кратер)
Кратер Миллер (лат. Miller), не путать с кратером Мюллер (лат. Müller),— крупный ударный кратер в южной материковой области видимой стороны Луны. Название присвоено в честь английского астрохимика Уильяма Аллена Миллера (1817—1870) и утверждено Международным астрономическим союзом в 1935 г. Образование кратера относится к раннеимбрийскому периоду.

## Описание кратера

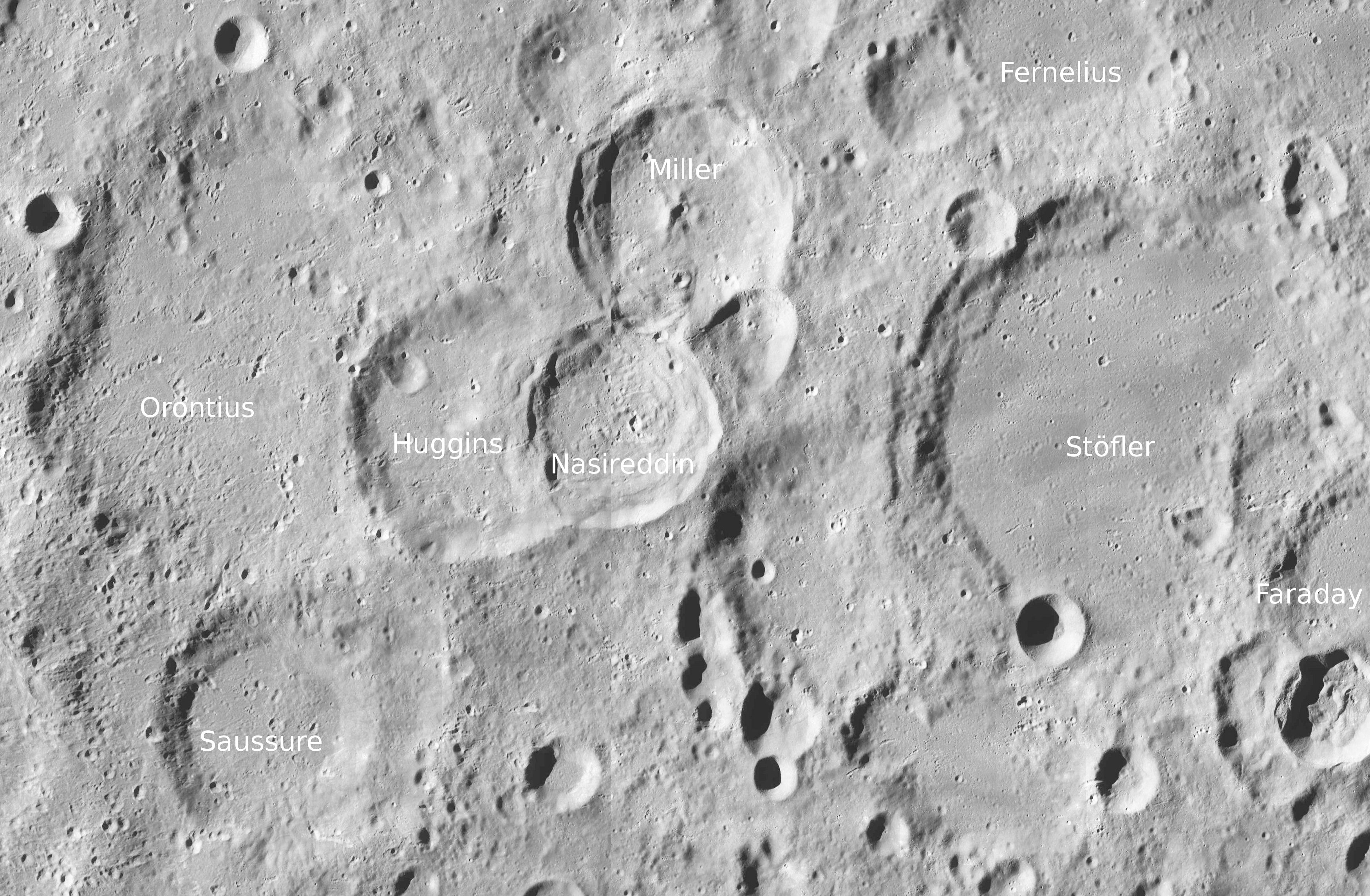
Окрестности кратера Миллер. Снимок зонда Lunar Reconnaissance Orbiter.

Ближайшими соседями кратера являются кратер Лексель на северо-западе; кратер Нуньес на севере-северо-востоке; кратер Фернель на востоке-северо-востоке; кратер Штефлер на востоке-юго-востоке; кратер Насирэддин примыкающий к юго-западной части вала кратера Миллер и кратер Хеггинс на юго-западе. Селенографические координаты центра кратера 39°22′ ю. ш. 0°47′ в. д. / 39,37° ю. ш. 0,78° в. д., диаметр 61,4 км, глубина 3550 м.
Кратер Мензел имеет близкую к циркулярной форму. Вал сглажен, к юго-западной части вала примыкает кратер Насирэддин, юго-восточная часть вала перекрыта сателлитным кратером Штефлер H. Внутренний склон террасовидной структуры. Высота вала над окружающей местностью достигает 1220 м, объём кратера составляет приблизительно 3200 км³. Дно чаши относительно ровное, за исключением юго-западной части перекрытой породами выброшенными при образовании кратера Насирэддин. В центре чаши расположен массивный центральный пик состоящий из анортозита (A) и габбро-норито-троктолитового анортозита с содержанием плагиоклаза 85-90 % (GNTA1).

## Сателлитные кратеры

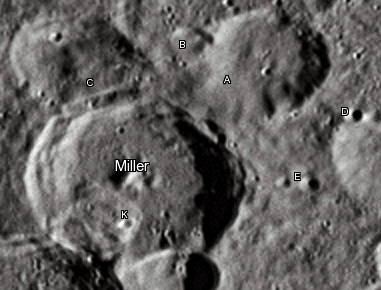
Снимок Девида Кемпбелла.

| Миллер | Координаты                                          | Диаметр, км |
| ------ | --------------------------------------------------- | ----------- |
| A      | 37°41′ ю. ш. 1°47′ в. д. / 37,69° ю. ш. 1,79° в. д. | 36,7        |
| B      | 37°40′ ю. ш. 0°55′ в. д. / 37,67° ю. ш. 0,92° в. д. | 11,3        |
| C      | 38°12′ ю. ш. 0°21′ з. д. / 38,2° ю. ш. 0,35° з. д.  | 35,1        |
| D      | 38°02′ ю. ш. 2°59′ в. д. / 38,03° ю. ш. 2,99° в. д. | 4,8         |
| E      | 38°56′ ю. ш. 2°45′ в. д. / 38,93° ю. ш. 2,75° в. д. | 5,9         |
| K      | 39°55′ ю. ш. 0°50′ в. д. / 39,92° ю. ш. 0,83° в. д. | 36,7        |